# A Proposal Under Difficulties
A Proposal Under Difficulties è un cortometraggio muto del 1912 diretto da C.J. Williams.

## Produzione
Il film fu prodotto dalla Edison Manufacturing Company.

## Distribuzione
Distribuito dalla General Film Company, il film - un cortometraggio in una bobina - uscì nelle sale cinematografiche statunitensi il 21 dicembre 1912.
Copia della pellicola viene conservata negli archivi del MOMA di New York.